# 해부학
해부학(解剖學, anatomy)은 생명체 내부의 형태와 구조에 대해 연구하는 학문이다. 생물학이나 의학 등에서 기초 학문으로서 역할을 한다.
일반적으로 해부학이라 하면 인체해부학(anthropotomy), 동물해부학(zootomy), 식물해부학(phytotomy)을 모두 포함하는 것이다. 태아의 해부학적 구조는 발생학, 비교해부학, 계통학 등과 밀접한 관련이 있다.
해부학은 크게 육안해부학(gross anatomy, 거시해부학)과 현미해부학(미시해부학, microanatomy)으로 구분된다. 이 중 육안해부학은 절개 등의 방법을 통해 별다른 장비없이 맨눈으로 관찰할 수 있는 해부학적 구조물에 대한 학문이다. 이와 반대로, 현미해부학은 현미경으로 관찰할 수 있는, 극히 작은 해부학적 구조에 대해 배우는 학문이다. 현미경해부학은 조직에 대해 연구하는 학문인 조직학과, 세포에 대해 연구하는 학문인 세포생물학 등으로 나눌 수 있다. 종종 현미해부학과 조직학은 동일한 의미로 사용되기도 한다.
해부학의 역사는 체내 기관들의 기능과 구조에 대한 이해가 시간을 두고 끊임없이 발전해 나간 것으로 규정된다. 해부학을 연구하는 방법 또한 크게 개선되어, 초창기 카데바의 단순한 검진에서 발전하여 20세기 들어서는 X-레이, 초음파, MRI를 비롯한 여러 영상의학기술의 도움을 받고 있다.
해부학은 해부병리학(조직병리학)과는 다른 것으로, 구분을 해야 한다. 해부병리학은 질병에 걸린 기관의 거시적·미시적 특징에 관해 연구하는 학문이다.
KMLE 의학검색엔진에서 "대한의협 의학용어 사전"과 "대한해부학회 의학용어 사전"을 검색할 수 있다.

## 역사

### 고대
기원전 1600년, 고대 이집트의 의학서인 에드윈 스미스 파피루스(Edwin Smith Papyrus)에는 심장으로부터 뻗어나온 혈관들과 간, 비장, 신장, 자궁, 방광같은 장기들의 모습이 묘사되어 있었다. 또한 기원전 1550년경 에베르스 파피루스(Ebers Papyrus)는 특히 심장에 대한 부분에 대해 많이 연구를 했는데, 혈관은 인체 전체로부터 피를 받아오거나 내보낸다고 저술하였다.
고대 그리스시대에 쓰여진 히포크라테스 전서에는 근육과 골격계에 관한 해부학이 담겨있다. 아리스토텔레스는 동물의 해부 결과를 바탕으로 척추동물의 해부학에 대하여 저술하였고, 프락사고라스(Praxagoras)는 동맥과 정맥의 차이점을 구별해내었다. 또한 기원전 4세기 경 프톨레마이오스 왕조시대에는 헤로필로스와 에라시스트라토스(Erasistratus)가 범죄자들의 인체 해부를 바탕으로 더욱 정확한 해부학적 저술을 했다.
고대 그리스 시대의 히포크라테스 전서에는 근육과 골격계의 해부학에 대하여 서술하였다. 아리스토텔레스는 동물들을 해부한 결과를 바탕으로 척추동물의 해부학에 대하여 저술하였다.

### 중세 및 근현대

1541년에 그려진 해부학 삽화

미국 의학학교에서는 해부학체계를 18세기 말 세우기 시작했다. 해부학 수업에는 지속적인 카디바(해부학을 위해 기증된 인체)의 공급이 필요한데 이는 얻기 힘들었다. 필라델피아, 볼티모어, 그리고 뉴욕에는 야간에 묘지를 습격하여 새로 매장된 시체를 관에서 꺼내가는 등의 범죄가 일어나기 시작했고, 영국에서도 시체에 대한 수요가 커져 시체를 얻기 위해 살인과 해부학적 살인이 행해졌다. 이러한 일은 1832년 해부학법(Antathomy Act of 1832)에 의해 중지되었다. 미국에서는 제퍼슨 의과 대학의 윌리엄 S. 포브스 (William S. Forbes) 박사가 1882년 공범자로 유죄를 선고 받으면서 유사한 법안이 제정되었다.
해부학의 가르침은 1863년~1889년 브리든 대학의 교수인 John Struthers에 의해 발전되어 왔다. 그가 만든 시스템은 1993년과 2003년 의료 개혁까지 지속되었다. 교수법 뿐만 아니라 70여가지 연구 논문을 발표하고 의료박물관에서 많은 척수 골격을 수집했다. 1882년부터 의과대학에서 해부학 교육은 규제되었고 의료박물관은 해부학의 예시를 제공했고 가르침에 사용되었다. 그 과정에서 Ignaz Semmelweis는 산욕열을 조사하고 어떻게 발생하는지 발견했다. 학생들은 산파가 아닌 의대생이 검사한 산모에서 치명적인 발열이 발생한다는 것을 알아냈다. 학생들은 해부실에서 병원병동으로 가 출산하는 여성을 검사했고 의대생들이 임상 시험 전에 염소화 석회에서 손을 씻었을 때 산모의 산욕 발열이 극적으로 감소될 수 있음을 보였다.

## 인체의 기본 조직
- 골격계통
- 근육계통
- 내분비계통
- 림프계통
- 비뇨계통
- 생식계통
- 소화계통
- 순환계통
- 신경계통
- 피부계통
- 호흡계통

## 장기
- 두뇌
- 척추
- 간
- 콩팥
- 폐
- 심장
- 성기관: 남자의 성기, 여자의 성기
- 혈액

## 같이 보기
- 해부학 용어
- 인체 혈관
- 인체골격
- 인체 뼈 목록
- 인체 근육 목록
- 요하네스 로헨
- 맨눈해부학 (육안해부학)
- 조직학 (현미경해부학, 미세해부학)
- KMLE (의학 검색 엔진)